# Mistrzostwa Polski w szermierce
Mistrzostwa Polski w szermierce – rozgrywki sportowe organizowane przez Polski Związek Szermierczy w trzech typach broni: floret, szabla i szpada. Pierwsze mistrzostwa Polski zorganizowano we Lwowie w dniach 29–31 maja 1924 r. tylko dla mężczyzn, w 1928 r. po raz pierwszy zawody we florecie rozegrały również kobiety.
Rywalizacja drużynowa po raz pierwszy zorganizowana została w dniach od 25-26 maja 1932 r. w Ciechocinku.

## Medaliści indywidualnie
| Sezon     | Rok       | Floret                                          | Floret                                           | Szabla                                          | Szabla                                | Szpada                                           | Szpada                                      |
| Sezon     | Rok       | Mężczyźni                                       | Kobiety                                          | Mężczyźni                                       | Kobiety                               | Mężczyźni                                        | Kobiety                                     |
| --------- | --------- | ----------------------------------------------- | ------------------------------------------------ | ----------------------------------------------- | ------------------------------------- | ------------------------------------------------ | ------------------------------------------- |
| I         | 1924      | Konrad Winkler (AZS Kraków)                     |                                                  | Konrad Winkler (AZS Kraków)                     |                                       | Aleksander Małecki (AZS Kraków)                  |                                             |
| II        | 1925      | Władysław Segda (Legia Warszawa)                |                                                  | Tadeusz Friedrich (Lwowski KSz)                 |                                       | Tadeusz Friedrich (Lwowski KSz)                  |                                             |
| III       | 1926      | Tadeusz Friedrich (Lwowski KSz)                 |                                                  | Adam Papée (AZS Kraków)                         |                                       | Tadeusz Friedrich (Lwowski KSz)                  |                                             |
| IV        | 1927      | Władysław Segda (Legia Warszawa)                |                                                  | Adam Papée (AZS Kraków)                         |                                       | Leon Berski (AZS Warszawa)                       |                                             |
| V         | 1928      | Władysław Segda (Legia Warszawa)                | Antonina Latinikówna (AZS Kraków)                | Tadeusz Friedrich (Warszawianka)                |                                       | Aleksander Małecki (AZS Kraków)                  |                                             |
| VI        | 1929      | Władysław Segda (Legia Warszawa)                | Wanda Dubieńska (AZS Kraków)                     | Adam Papée (AZS Kraków)                         |                                       | Kazimierz Laskowski (AZS Warszawa)               |                                             |
| VII       | 1930      | Władysław Segda (Legia Warszawa)                | nie odbyły się                                   | Kazimierz Laskowski (AZS Warszawa)              |                                       | Kazimierz Szempliński (Legia Warszawa)           |                                             |
| VIII      | 1931      | Władysław Segda (Legia Warszawa)                | Gertruda Gronowska (AZS Poznań)                  | Leszek Lubicz-Nycz (CIWF Warszawa)              |                                       | Kazimierz Laskowski (AZS Warszawa)               |                                             |
| IX        | 1932      | Tadeusz Friedrich (Warszawianka)                | Maria Lanżanka (AZS Poznań)                      | Adam Papée (AZS Kraków)                         |                                       | Władysław Segda (Legia Warszawa)                 |                                             |
| X         | 1933      | Tadeusz Friedrich (Warszawianka)                | Gertruda Gronowska (AZS Poznań)                  | Władysław Segda (Legia Warszawa)                |                                       | Władysław Segda (Legia Warszawa)                 |                                             |
| XI        | 1934      | Tadeusz Friedrich (Warszawianka)                | Jadwiga Duch-Markowska (Polonia Warszawa)        | Władysław Segda (Legia Warszawa)                |                                       | Jerzy Mirowski (AZS Warszawa)                    |                                             |
| XII       | 1935      | Tadeusz Friedrich (Warszawianka)                | Herta Stanoszkówna (Śląski Klub Sportowy)        | Władysław Segda (Legia Warszawa)                |                                       | nie odbyły się                                   |                                             |
| XIII      | 1936      | Bolesław Banaś (Łódzki Klub Sportowy)           | Herta Stanoszkówna (Śląski Klub Sportowy)        | Antoni Sobik (Policyjny Klub Sportowy Katowice) |                                       | Antoni Sobik (Policyjny Klub Sportowy Katowice)  |                                             |
| XIV       | 1937      | Antoni Sobik (Policyjny Klub Sportowy Katowice) | Herta Stanoszkówna (Śląski Klub Sportowy)        | Władysław Segda (Legia Warszawa)                |                                       | Jan Nawrocki (AZS Warszawa)                      |                                             |
| XV        | 1938      | Bolesław Banaś (Łódzki Klub Sportowy)           | Herta Stanoszkówna (Śląski Klub Sportowy)        | Władysław Segda (Warszawianka)                  |                                       | Teodor Zaczyk (Policyjny Klub Sportowy Katowice) |                                             |
| XVI       | 1939      | Antoni Sobik (Policyjny Klub Sportowy Katowice) | Jadwiga Duch-Markowska (Polonia Warszawa)        | Władysław Segda (Warszawianka)                  |                                       | Bolesław Banaś (Łódzki Klub Sportowy)            |                                             |
| 1940–1945 | 1940–1945 | MP przerwane przez II wojnę światową            | MP przerwane przez II wojnę światową             | MP przerwane przez II wojnę światową            | MP przerwane przez II wojnę światową  | MP przerwane przez II wojnę światową             | MP przerwane przez II wojnę światową        |
| XVII      | 1946      | Bolesław Banaś (ZZK Łódź)                       | Anna Skupień (Pogoń Katowice)                    | Teodor Zaczyk (Pogoń Katowice)                  |                                       | Bolesław Banaś (ZZK Łódź)                        |                                             |
| XVIII     | 1947      | Bolesław Banaś (ZZK Łódź)                       | Irena Nawrocka (Ogniwo Warszawa)                 | Antoni Sobik (Pogoń Katowice)                   |                                       | Jan Nawrocki (Pogoń Katowice)                    |                                             |
| XIX       | 1948      | Stanisław Sołtan (Sokół Kraków)                 | Irena Nawrocka (Ogniwo Warszawa)                 | Antoni Sobik (Pogoń Katowice)                   |                                       | Jan Nawrocki (Pogoń Katowice)                    |                                             |
| XX        | 1949      | Antoni Sobik (Pogoń Katowice)                   | Herta Liszkowska (Pogoń Katowice)                | Antoni Sobik (Pogoń Katowice)                   |                                       | Tadeusz Mroczek (Budowlani Kraków)               |                                             |
| XXI       | 1950      | Zbigniew Czajkowski (Budowlani Kraków)          | Anna Skupień (Stal Katowice)                     | Marian Suski (AZS Wrocław)                      |                                       | Jan Nawrocki (Stal Katowice)                     |                                             |
| XXII      | 1951      | Jerzy Twardokens (Stal Katowice)                | Irena Nawrocka (Ogniwo Warszawa)                 | Wojciech Zabłocki (Budowlani Kraków)            |                                       | Zygmunt Grodner (Gwardia Warszawa)               |                                             |
| XXIII     | 1952      | Jerzy Twardokens (Gwardia Warszawa)             | Anna Włodarczyk (Stal Katowice)                  | Wojciech Zabłocki (Budowlani Kraków)            |                                       | Wojciech Rydz (Stal Katowice)                    |                                             |
| XXIV      | 1953      | Jerzy Twardokens (Gwardia Warszawa)             | Anna Włodarczyk (Stal Katowice)                  | Jerzy Pawłowski (Legia Warszawa)                |                                       | Dariusz Jaroń (Legia Warszawa)                   |                                             |
| XXV       | 1954      | Bohdan Szrejder (Legia Warszawa)                | Anna Włodarczyk (Stal Katowice)                  | Wojciech Zabłocki (Budowlani Kraków)            |                                       | Mieczysław Czypionka (Górnik Katowice)           |                                             |
| XXVI      | 1955      | Wojciech Rydz (Stal Katowice)                   | Anna Adamczyk (Górnik Katowice)                  | Jerzy Twardokens (Budowlani Kraków)             |                                       | Wojciech Rydz (Stal Katowice)                    |                                             |
| XXVII     | 1956      | Kazimierz Reychman (Górnik Katowice)            | Barbara Orzechowska (AZS Warszawa)               | Jerzy Pawłowski (CWKS Warszawa)                 |                                       | Wojciech Rydz (Stal Katowice)                    |                                             |
| XXVIII    | 1957      | Jerzy Twardokens (Krakowski Klub Szermierzy)    | Sylwia Julito (Górnik Katowice)                  | Wojciech Zabłocki (Krakowski Klub Szermierczy)  |                                       | Wojciech Rydz (KS Baildon Katowice)              |                                             |
| XXIX      | 1958      | Henryk Nielaba (Legia Warszawa)                 | Sylwia Julito (Górnik Katowice)                  | Jerzy Pawłowski (CWKS Warszawa)                 |                                       | Wiesław Glos (Krakowski Klub Szermierzy)         |                                             |
| XXX       | 1959      | Ryszard Parulski (Marymont Warszawa)            | Sylwia Julito (Górnik Katowice)                  | Emil Ochyra (Warszawianka)                      |                                       | Wiesław Glos (Krakowski Klub Szermierzy)         |                                             |
| XXXI      | 1960      | Janusz Różycki (Legia Warszawa)                 | Barbara Orzechowska (Legia Warszawa)             | Emil Ochyra (Warszawianka)                      |                                       | Andrzej Kryński (Legia Warszawa)                 |                                             |
| XXXII     | 1961      | Zbigniew Skrudlik (AZS Warszawa)                | Genowefa Kusznir-Wojtasik (AZS Warszawa)         | Jerzy Pawłowski (Legia Warszawa)                |                                       | Janusz Kurczab (Legia Warszawa)                  |                                             |
| XXXIII    | 1962      | Egon Franke (GKS Gliwice)                       | Sylwia Julito (Górnik Katowice)                  | Wojciech Zabłocki (Marymont Warszawa)           |                                       | Jerzy Strzałka (Legia Warszawa)                  |                                             |
| XXXIV     | 1963      | Zbigniew Skrudlik (AZS Warszawa)                | Elżbieta Cymerman (GKS Gliwice)                  | Jerzy Pawłowski (Legia Warszawa)                |                                       | Michał Butkiewicz (Warszawianka)                 |                                             |
| XXXV      | 1964      | Witold Woyda (Marymont Warszawa)                | Elżbieta Cymerman (GKS Gliwice)                  | Emil Ochyra (Warszawianka)                      |                                       | Bohdan Gonsior (AZS Rokitnica)                   |                                             |
| XXXVI     | 1965      | Witold Woyda (Marymont Warszawa                 | Elżbieta Cymerman (GKS Gliwice)                  | Jerzy Pawłowski (Legia Warszawa)                |                                       | Janusz Kurczab (Legia Warszawa)                  |                                             |
| XXXVII    | 1966      | Ryszard Parulski (Marymont Warszawa)            | Elżbieta Cymerman (GKS Gliwice)                  | Andrzej Piątkowski (Legia Warszawa)             |                                       | Ryszard Rutkowski (Krakowski Klub Szermierzy)    |                                             |
| XXXVIII   | 1967      | Adam Lisewski (AZS Warszawa)                    | Elżbieta Cymerman (GKS Gliwice)                  | Jerzy Pawłowski (Legia Warszawa)                |                                       | Michał Butkiewicz (Warszawianka)                 |                                             |
| XXXIX     | 1968      | Ryszard Parulski (Marymont Warszawa)            | Elżbieta Cymerman (GKS Piast Gliwice)            | Jerzy Pawłowski (Legia Warszawa)                |                                       | Bohdan Andrzejewski (Legia Warszawa)             |                                             |
| XL        | 1969      | Ryszard Parulski (Marymont Warszawa)            | Elżbieta Cymerman (GKS Piast Gliwice)            | Jerzy Pawłowski (Legia Warszawa)                |                                       | Janusz Kurczab (Legia Warszawa)                  |                                             |
| XLI       | 1970      | Marek Dąbrowski (AZS Warszawa)                  | Kamilla Składanowska (AZS-AWF Warszawa)          | Jerzy Pawłowski (Legia Warszawa)                |                                       | Bohdan Gonsior (GKS Piast Gliwice)               |                                             |
| XLII      | 1971      | Adam Lisewski (AZS Warszawa)                    | Halina Balon (Krakowski Klub Szermierzy)         | Jerzy Pawłowski (Legia Warszawa)                |                                       | Bohdan Andrzejewski (Legia Warszawa              |                                             |
| XLIII     | 1972      | Witold Woyda (Marymont Warszawa)                | Elżbieta Franke (GKS Piast Gliwice)              | Jerzy Pawłowski (Legia Warszawa)                |                                       | Henryk Nielaba (Legia Warszawa)                  |                                             |
| XLIV      | 1973      | Arkadiusz Godel (Marymont Warszawa)             | Jolanta Bebel (Legia Warszawa)                   | Franciszek Sobczak (GKS Katowice)               |                                       | Bohdan Gonsior (GKS Piast Gliwice)               |                                             |
| XLV       | 1974      | Ziemowit Wojciechowski (AZS Warszawa)           | Ludmiła Bortnowska (AZS-AWF Warszawa)            | Jerzy Pawłowski (Legia Warszawa)                |                                       | Kazimierz Barburski (Legia Warszawa)             |                                             |
| XLVI      | 1975      | Ziemowit Wojciechowski (AZS Warszawa)           | Grażyna Staszak (GKS Katowice)                   | Józef Nowara (Legia Warszawa)                   |                                       | Zbigniew Matwiejew (GKS Piast Gliwice)           |                                             |
| XLVII     | 1976      | Marek Dąbrowski (AZS Warszawa)                  | Grażyna Staszak (GKS Katowice)                   | Jacek Bierkowski (GKS Piast Gliwice)            |                                       | Henryk Fabian (GKS Katowice)                     |                                             |
| XLVIII    | 1977      | Ziemowit Wojciechowski (AZS Warszawa)           | Barbara Wysoczańska (AZS-AWF Warszawa)           | Jacek Bierkowski (GKS Piast Gliwice)            |                                       | Jerzy Janikowski (GKS Katowice)                  |                                             |
| XLIX      | 1978      | Arkadiusz Godel (Marymont Warszawa)             | Krystyna Urbańska (Baildon Katowice)             | Leszek Jabłonowski (AZS-AWF Warszawa)           |                                       | Leszek Swornowski (AZS Wrocław)                  |                                             |
| L         | 1979      | Przemysław Jabłoński (Warta Poznań)             | Barbara Wysoczańska (AZS-AWF Warszawa)           | Dariusz Wódke (AZS-AWF Warszawa)                |                                       | Henryk Fabian (GKS Katowice)                     |                                             |
| LI        | 1980      | Lech Koziejowski (Marymont Warszawa)            | Barbara Wysoczańska (AZS-AWF Warszawa)           | Leszek Jabłonowski (AZS-AWF Warszawa)           |                                       | Ludomir Chronowski (Cracovia)                    |                                             |
| LII       | 1981      | Leszek Bandach (GKS Katowice)                   | Agnieszka Dubrawska (AZS-AWF Warszawa)           | Tadeusz Piguła (Zagłębie Konin)                 |                                       | Jerzy Janikowski (GKS Katowice)                  |                                             |
| LIII      | 1982      | Marian Sypniewski (Legia Warszawa)              | Agnieszka Dubrawska (AZS-AWF Warszawa)           | Andrzej Kostrzewa (Zagłębie Konin)              |                                       | Andrzej Lis (AZS Wrocław)                        |                                             |
| LIV       | 1983      | Bogusław Zych (Legia Warszawa)                  | Jolanta Królikowska (Marymont Warszawa)          | Dariusz Wódke (AZS-AWF Warszawa)                |                                       | Jerzy Janikowski (GKS Katowice)                  |                                             |
| LV        | 1984      | Bogusław Zych (Legia Warszawa)                  | Krystyna Rachel (GKS Katowice)                   | Tadeusz Piguła (Zagłębie Konin)                 |                                       | Robert Felisiak (AZS Politechnika Wrocławska)    |                                             |
| LVI       | 1985      | Bogusław Zych (Legia Warszawa)                  | Jolanta Królikowska (Marymont Warszawa)          | Tadeusz Piguła (Zagłębie Konin)                 |                                       | Piotr Sozański (AZS Politechnika Wrocławska)     |                                             |
| LVII      | 1986      | Marian Sypniewski (Legia Warszawa)              | Joanna Stanisławska (AZS-AWF Gdańsk)             | Janusz Olech (Legia Warszawa)                   |                                       | Leszek Swornowski (AZS Politechnika Wrocławska)  |                                             |
| LVIII     | 1987      | Waldemar Ciesielczyk (Warta Poznań)             | Agnieszka Dubrawska (AZS-AWF Warszawa)           | Andrzej Kostrzewa (Zagłębie Konin)              |                                       | Robert Felisiak (AZS Kolejarz Wrocław)           |                                             |
| LIX       | 1988      | Marian Sypniewski (Legia Warszawa)              | Jolanta Królikowska (Marymont Warszawa)          | Janusz Olech (Legia Warszawa)                   |                                       | Mariusz Strzałka (Kolejarz Wrocław)              | Ewa Kowalczyk (Marymont Warszawa)           |
| LX        | 1989      | Bogusław Zych (Legia Warszawa)                  | Anna Sobczak (AZS-AWF Gdańsk)                    | Robert Kościelniakowski (Legia Warszawa)        |                                       | Marek Stępień (AZS-AWF Warszawa)                 | Ewa Kowalczyk (Marymont Warszawa)           |
| LXI       | 1990      | Cezary Siess (AZS-AWF Gdańsk)                   | Anna Sobczak (AZS-AWF Gdańsk)                    | Leszek Gajda (Baildon Katowice)                 |                                       | Marek Stępień (AZS-AWF Warszawa)                 | Renata Wójcicka (Marymont Warszawa)         |
| LXII      | 1991      | Leszek Bandach (AZS-AWF Katowice)               | Hanna Prusakowska (AZS-AWF Gdańsk)               | Paweł Postek (AZS-AWF Warszawa)                 |                                       | Sławomir Nawrocki (Kolejarz Zielona Góra)        | Anita Iwańska (AZS Politechnika Wrocławska) |
| LXIII     | 1992      | Piotr Kiełpikowski (Legia Warszawa)             | Anna Sobczak (AZS-AWF Gdańsk)                    | Janusz Olech (Legia Warszawa)                   |                                       | Witold Gadomski (AZS-AWF Warszawa)               | Dorota Słomińska (AZS-AWF Warszawa)         |
| LXIV      | 1993      | Ryszard Sobczak (AZS-AWF Gdańsk)                | Anna Rybicka (AZS-AWF Gdańsk)                    | Marek Gniewkowski (AZS-AWF Warszawa)            |                                       | Marek Jendryś (Piast Gliwice)                    | Magdalena Jeziorowska (AZS-AWF Katowice)    |
| LXV       | 1994      | Ryszard Sobczak (AZS AWF Gdańsk)                | Monika Maciejewska (Warszawianka)                | Robert Kościelniakowski (Legia Warszawa)        |                                       | Witold Gadomski (AZS-AWF Warszawa)               | Anna Rotkiewicz (Warszawianka)              |
| LXVI      | 1995      | Ryszard Sobczak (AZS AWF Gdańsk)                | Anna Rybicka (AZS AWF Gdańsk)                    | Janusz Olech (Legia Warszawa)                   |                                       | Bartłomiej Kurowski (Piast Gliwice)              | Anna Medyńska (AZS AWF Wrocław)             |
| LXVII     | 1996      | Adam Krzesiński (AZS-AWF Warszawa)              | Anna Stokłosa (AZS AWF Gdańsk)                   | Janusz Olech (Legia Warszawa)                   |                                       | Tomasz Szklarski (Piast Gliwice)                 | Iwona Kowalewska (Legia Warszawa)           |
| LXVIII    | 1997      | Adam Krzesiński (AZS-AWF Warszawa)              | Katarzyna Felusiak (AZS AWF Gdańsk)              | Tomasz Stusiński (AZS-AWF Warszawa)             |                                       | Aleksander Koczergin (Start Jarosław)            | Barbara Ciszewska (AZS-AWF Warszawa)        |
| LXIX      | 1998      | Jarosław Rodzewicz (AZS AWF Gdańsk)             | Anna Rybicka (AZS AWF Gdańsk)                    | Rafał Sznajder (MOSiR Sosnowiec)                |                                       | Tomasz Szklarski (Piast Gliwice)                 | Olga Cygan (Warszawianka)                   |
| LXX       | 1999      | Wojciech Szuchnicki (AZS AWF Gdańsk)            | Sylwia Gruchała (AZS AWF Gdańsk)                 | Norbert Jaskot (AZS Poznań)                     | Aleksandra Socha (AZS-AWF Warszawa)   | Robert Andrzejuk (AZS AWF Wrocław)               | Monika Maciejewska (Warszawianka)           |
| LXXI      | 2000      | Tomasz Ciepły (Warta Poznań)                    | Magdalena Mroczkiewicz (AZS AWF Gdańsk)          | Marcin Sobala (Legia Warszawa)                  | Katarzyna Piguła (KKSz Konin)         | Robert Andrzejuk (AZS AWF Wrocław)               | Magdalena Jeziorowska (AZS-AWF Katowice)    |
| LXXII     | 2001      | Przemysław Fogt (Polonia Leszno)                | Magdalena Mroczkiewicz (AZS Sietom AWFiS Gdańsk) | Rafał Sznajder (MOSiR Sosnowiec)                | Irena Więckowska (AZS-AWF Warszawa)   | Marek Petraszek (Piast Gliwice)                  | Monika Maciejewska (Warszawianka)           |
| LXXIII    | 2002      | Sławomir Mocek (Polonia Leszno)                 | Sylwia Gruchała (AZS Sietom AWFiS Gdańsk)        | Rafał Sznajder (MOSiR Sosnowiec)                | Aleksandra Socha (AZS-AWF Warszawa)   | Tomasz Motyka (AZS AWF Wrocław)                  | Beata Tereba (Warszawianka)                 |
| LXXIV     | 2003      | Sławomir Mocek (Polonia Leszno)                 | Sylwia Gruchała (AZS Sietom AWFiS Gdańsk)        | Marcin Koniusz (MOSiR Sosnowiec)                | Aleksandra Socha (AZS-AWF Warszawa)   | Tomasz Motyka (AZS AWF Wrocław)                  | Monika Lampkowska (IKS Warszawa)            |
| LXXV      | 2004      | Tomasz Ciepły (Warta Poznań)                    | Sylwia Gruchała (AZS Sietom AWFiS Gdańsk)        | Adam Skrodzki (AZS-AWF Katowice)                | Bogna Jóźwiak (AZS Poznań)            | Tomasz Motyka (AZS AWF Wrocław)                  | Danuta Dmowska (Legia Warszawa)             |
| LXXVI     | 2005      | Wojciech Szuchnicki (AZS Sietom AWFiS Gdańsk)   | Anna Rybicka (AZS Sietom AWFiS Gdańsk)           | Bartłomiej Olejnik (Legia Warszawa)             | Irena Więckowska (AZS-AWF Warszawa)   | Krzysztof Mikołajczak (Legia Warszawa)           | Małgorzata Stroka (Legia Warszawa)          |
| LXXVII    | 2006      | Sławomir Mocek (LKS Leszno)                     | Sylwia Gruchała (AZS Sietom AWFiS Gdańsk)        | Patryk Pałasz (KKSz Konin)                      | Bogna Jóźwiak (AZS Poznań)            | Rubén Limardo (Piast Gliwice)                    | Danuta Dmowska (Legia Warszawa)             |
| LXXVIII   | 2007      | Michał Majewski (AZS-AWF Warszawa)              | Sylwia Gruchała (AZS Sietom AWFiS Gdańsk)        | Patryk Pałasz (KKSz Konin)                      | Bogna Jóźwiak (AZS Poznań)            | Tomasz Motyka (AZS AWF Wrocław)                  | Olga Cygan (Warszawianka)                   |
| LXXIX     | 2008      | Radosław Glonek (AZS Sietom AWFiS Gdańsk)       | Sylwia Gruchała (AZS Sietom AWFiS Gdańsk)        | Marcin Koniusz (AZS-AWF Katowice)               | Aleksandra Socha (AZS-AWF Warszawa)   | Rubén Limardo (Piast Gliwice)                    | Danuta Dmowska-Andrzejuk (AZS-AWF Warszawa) |
| LXXX      | 2009      | Radosław Glonek (AZS Sietom AWFiS Gdańsk)       | Małgorzata Wojtkowiak (AZS Sietom AWFiS Gdańsk)  | Adam Skrodzki (AZS-AWF Katowice)                | Aleksandra Socha (AZS-AWF Warszawa)   | Tomasz Motyka (AZS AWF Wrocław)                  | Danuta Dmowska-Andrzejuk (AZS-AWF Warszawa) |
| LXXXI     | 2010      | Leszek Rajski (Wrocławianie)                    | Karolina Chlewińska (AZS Sietom AWFiS Gdańsk)    | Marcin Koniusz (AZS-AWF Katowice)               | Marta Wątor (TMS Sosnowiec)           | Piotr Sadowy (Legia Warszawa)                    | Małgorzata Stroka (AZS-AWF Warszawa)        |
| LXXXII    | 2011      | Marcin Zawada (AZS-AWF Warszawa)                | Sylwia Gruchała (AZS Sietom AWFiS Gdańsk)        | Marcin Koniusz (AZS-AWF Katowice)               | Katarzyna Kędziora (\|OŚ AZS Poznań)  | Robert Andrzejuk (AZS AWF Wrocław)               | Danuta Dmowska-Andrzejuk (AZS-AWF Warszawa) |
| LXXXIII   | 2012      | Paweł Kawiecki (AZS AWFiS Gdańsk)               | Sylwia Gruchała (AZS Sietom AWFiS Gdańsk)        | Adam Skrodzki (AZS-AWF Katowice)                | Bogna Jóźwiak (\|OŚ AZS Poznań)       | Piotr Kruczek (AZS-AWF Kraków)                   | Renata Knapik (KKS Kraków)                  |
| LXXXIV    | 2013      | Filip Płocharski (AZS AWFiS Gdańsk)             | Martyna Synoradzka (AZS AWF Poznań)              | Adam Skrodzki (AZS-AWF Katowice)                | Katarzyna Kędziora (\|OŚ AZS Poznań)  | Tomasz Motyka (AZS AWF Wrocław)                  | Renata Knapik (KKS Kraków)                  |
| LXXXV     | 2014      | Leszek Rajski (Wrocławianie)                    | Martyna Synoradzka (AZS AWF Poznań)              | Adam Skrodzki (AZS-AWF Katowice)                | Bogna Jóźwiak (\|OŚ AZS Poznań)       | Marcel Baś (KKS Kraków)                          | Magdalena Piekarska (AZS-AWF Warszawa)      |
| LXXXVI    | 2015      | Filip Płocharski (AZS AWFiS Gdańsk)             | Marta Łyczbińska (Budowlani Toruń)               | Adam Skrodzki (AZS-AWF Katowice)                | Aleksandra Socha (\|AZS-AWF Warszawa) | Mateusz Nycz (Piast Gliwice)                     | Danuta Dmowska-Andrzejuk (AZS-AWF Katowice) |
| LXXXVII   | 2016      | Michał Janda (AZS AWFiS Gdańsk)                 | Hanna Łyczbińska (KU AZS-UAM Poznań)             | Adam Skrodzki (AZS-AWF Katowice)                | Katarzyna Kędziora (\|OŚ AZS Poznań)  | Radosław Zawrotniak (AZS-AWF Kraków)             | Magdalena Piekarska (AZS-AWF Warszawa)      |
| LXXXVIII  | 2017      | Leszek Rajski (Wrocławianie)                    | Martyna Synoradzka (AZS-AWF Poznań)              | Jakub Ociński (AZS AWF Katowice)                | Marta Puda (TM Sosnowiec)             | Karol Kostka (AZS-AWF Kraków)                    | Aleksandra Zamachowska (Wisła Kraków)       |

## Medaliści drużynowo
| Sezon     | Rok       | Floret                               | Floret                               | Szabla                               | Szabla                               | Szpada                               | Szpada                               |
| Sezon     | Rok       | Mężczyźni                            | Kobiety                              | Mężczyźni                            | Kobiety                              | Mężczyźni                            | Kobiety                              |
| --------- | --------- | ------------------------------------ | ------------------------------------ | ------------------------------------ | ------------------------------------ | ------------------------------------ | ------------------------------------ |
| I         | 1932      |                                      |                                      | Legia Warszawa                       |                                      |                                      |                                      |
| II        | 1933      |                                      |                                      | Lwowski Klub Szermierczy             |                                      |                                      |                                      |
| III       | 1934      |                                      |                                      | Warszawianka                         |                                      |                                      |                                      |
| IV        | 1935      |                                      |                                      | Warszawianka                         |                                      | Policyjny Klub Sportowy Katowice     |                                      |
| V         | 1936      |                                      |                                      | Warszawianka                         |                                      | nie odbyły się                       |                                      |
| VI        | 1937      |                                      | AZS Warszawa                         | nie odbyły się                       |                                      | nie odbyły się                       |                                      |
| VII       | 1938      |                                      | Śląski Klub Sportowy                 | nie odbyły się                       |                                      | Polonia Warszawa                     |                                      |
| VIII      | 1939      |                                      | AZS Warszawa                         | AZS Warszawa                         |                                      | nie odbyły się                       |                                      |
| 1940-1947 | 1940-1947 | MP przerwane przez II wojnę światową | MP przerwane przez II wojnę światową | MP przerwane przez II wojnę światową | MP przerwane przez II wojnę światową | MP przerwane przez II wojnę światową | MP przerwane przez II wojnę światową |
| IX        | 1948      |                                      | nie odbyły się                       | Pogoń Katowice                       |                                      | nie odbyły się                       |                                      |
| X         | 1949      | Budowlani Kraków                     | nie odbyły się                       | Pogoń Katowice                       |                                      | nie odbyły się                       |                                      |
| XI        | 1950      | nie odbyły się                       | Ogniwo Warszawa                      | Stal Katowice                        |                                      | nie odbyły się                       |                                      |
| XII       | 1951      | Budowlani Kraków                     | Ogniwo Warszawa                      | Budowlani Kraków                     |                                      | Stal Katowice                        |                                      |
| XIII      | 1952      | Budowlani Kraków                     | CRZZ Katowice                        | Budowlani Kraków                     |                                      | Stal Katowice                        |                                      |
| XIV       | 1953      | Legia Warszawa                       | Gwardia Warszawa                     | Legia Warszawa                       |                                      | Legia Warszawa                       |                                      |
| 1954      | 1954      | MP nie odbyły się                    | MP nie odbyły się                    | MP nie odbyły się                    | MP nie odbyły się                    | MP nie odbyły się                    | MP nie odbyły się                    |
| XV        | 1955      | Legia Warszawa                       | CRZZ Katowice                        | Legia Warszawa                       |                                      | Legia Warszawa                       |                                      |
| XVI       | 1956      | Legia Warszawa                       | Legia Warszawa                       | Legia Warszawa                       |                                      | Legia Warszawa                       |                                      |
| XVII      | 1957      | Legia Warszawa                       | Górnik Katowice                      | Legia Warszawa                       |                                      | Legia Warszawa                       |                                      |
| XVIII     | 1958      | Marymont Warszawa                    | Górnik Katowice                      | Legia Warszawa                       |                                      | Kolejarz Wrocław                     |                                      |
| XIX       | 1959      | Legia Warszawa                       | Górnik Katowice                      | Legia Warszawa                       |                                      | Marymont Warszawa                    |                                      |
| XX        | 1960      | Piast Gliwice                        | Górnik Katowice                      | Legia Warszawa                       |                                      | Legia Warszawa                       |                                      |
| XXI       | 1961      | Marymont Warszawa                    | Górnik Katowice                      | Legia Warszawa                       |                                      | Legia Warszawa                       |                                      |
| XXII      | 1962      | Marymont Warszawa                    | Górnik Katowice                      | Legia Warszawa                       |                                      | Legia Warszawa                       |                                      |
| XXIII     | 1963      | Marymont Warszawa                    | Górnik Katowice                      | Legia Warszawa                       |                                      | Legia Warszawa                       |                                      |
| XXIV      | 1964      | Marymont Warszawa                    | GKS Katowice                         | Legia Warszawa                       |                                      | Legia Warszawa                       |                                      |
| XXV       | 1965      | Legia Warszawa                       | GKS Katowice                         | Legia Warszawa                       |                                      | Legia Warszawa                       |                                      |
| XXVI      | 1966      | Marymont Warszawa                    | GKS Katowice                         | Legia Warszawa                       |                                      | Legia Warszawa                       |                                      |
| XXVII     | 1967      | Marymont Warszawa                    | GKS Katowice                         | Warszawianka                         |                                      | Legia Warszawa                       |                                      |
| XXVIII    | 1968      | Marymont Warszawa                    | GKS Katowice                         | Legia Warszawa                       |                                      | Legia Warszawa                       |                                      |
| XXIX      | 1969      | Legia Warszawa                       | AZS-AWF Warszawa                     | Legia Warszawa                       |                                      | Legia Warszawa                       |                                      |
| XXX       | 1970      | Marymont Warszawa                    | Legia Warszawa                       | Legia Warszawa                       |                                      | Legia Warszawa                       |                                      |
| XXXI      | 1971      | AZS-AWF Warszawa                     | Legia Warszawa                       | Warszawianka                         |                                      | Legia Warszawa                       |                                      |
| XXXII     | 1972      | AZS-AWF Warszawa                     | GKS Katowice                         | Legia Warszawa                       |                                      | Legia Warszawa                       |                                      |
| XXXIII    | 1973      | AZS-AWF Warszawa                     | Legia Warszawa                       | Warszawianka                         |                                      | Legia Warszawa                       |                                      |
| XXXIV     | 1974      | AZS-AWF Warszawa                     | GKS Katowice                         | Legia Warszawa                       |                                      | GKS Katowice                         |                                      |
| XXXV      | 1975      | AZS-AWF Warszawa                     | AZS-AWF Warszawa                     | GKS Katowice                         |                                      | Legia Warszawa                       |                                      |
| XXXVI     | 1976      | AZS-AWF Warszawa                     | GKS Katowice                         | AZS-AWF Warszawa                     |                                      | GKS Katowice                         |                                      |
| XXXVII    | 1977      | AZS-AWF Warszawa                     | GKS Katowice                         | Marymont Warszawa                    |                                      | AZS Politechn. Wrocławska            |                                      |
| XXXVIII   | 1978      | AZS-AWF Warszawa                     | AZS-AWF Warszawa                     | Marymont Warszawa                    |                                      | AZS Politechn. Wrocławska            |                                      |
| XXXIX     | 1979      | AZS-AWF Warszawa                     | AZS-AWF Warszawa                     | GKS Katowice                         |                                      | AZS Politechn. Wrocławska            |                                      |
| XL        | 1980      | AZS-AWF Warszawa                     | AZS-AWF Warszawa                     | AZS-AWF Warszawa                     |                                      | AZS Politechn. Wrocławska            |                                      |
| XLI       | 1981      | Warta Poznań                         | AZS-AWF Warszawa                     | AZS-AWF Warszawa                     |                                      | AZS Politechn. Wrocławska            |                                      |
| XLII      | 1982      | Legia Warszawa                       | AZS-AWF Warszawa                     | AZS-AWF Warszawa                     |                                      | AZS Politechn. Wrocławska            |                                      |
| XLIII     | 1983      | Warta Poznań                         | AZS-AWF Warszawa                     | Zagłębie Konin                       |                                      | AZS Politechn. Wrocławska            |                                      |
| XLIV      | 1984      | Legia Warszawa                       | AZS-AWF Warszawa                     | Zagłębie Sosnowiec                   |                                      | AZS Politechn. Wrocławska            |                                      |
| XLV       | 1985      | Legia Warszawa                       | AZS AWF Gdańsk                       | Zagłębie Sosnowiec                   |                                      | AZS Politechn. Wrocławska            |                                      |
| XLVI      | 1986      | Legia Warszawa                       | AZS AWF Gdańsk                       | Legia Warszawa                       |                                      | AZS Politechn. Wrocławska            |                                      |
| XLVII     | 1987      | Legia Warszawa                       | AZS AWF Gdańsk                       | Legia Warszawa                       |                                      | Kolejarz Wrocław                     |                                      |
| XLVIII    | 1988      | Kolejarz Wrocław                     | AZS AWF Gdańsk                       | Legia Warszawa                       |                                      | Legia Warszawa                       | AZS-AWF Katowice                     |
| XLIX      | 1989      | Legia Warszawa                       | AZS AWF Gdańsk                       | Legia Warszawa                       |                                      | Legia Warszawa                       | Legia Warszawa                       |
| L         | 1990      | Legia Warszawa                       | AZS AWF Gdańsk                       | Legia Warszawa                       |                                      | Legia Warszawa                       | Warszawianka                         |
| LI        | 1991      | Legia Warszawa                       | AZS AWF Gdańsk                       | AZS-AWF Warszawa                     |                                      | AZS-AWF Warszawa                     | Legia Warszawa                       |
| LII       | 1992      | Legia Warszawa                       | AZS AWF Gdańsk                       | Legia Warszawa                       |                                      | Legia Warszawa                       | AZS-AWF Warszawa                     |
| LIII      | 1993      | AZS AWF Gdańsk                       | AZS AWF Gdańsk                       | Legia Warszawa                       |                                      | AZS-AWF Warszawa                     | AZS-AWF Warszawa                     |
| LIV       | 1994      | AZS AWF Gdańsk                       | Polonia Leszno                       | Legia Warszawa                       |                                      | Piast Gliwice                        | AZS-AWF Katowice                     |
| LV        | 1995      | AZS AWF Gdańsk                       | AZS AWF Gdańsk                       | Legia Warszawa                       |                                      | AZS AWF Wrocław                      | Warszawianka                         |
| LVI       | 1996      | AZS AWF Gdańsk                       | AZS AWF Gdańsk                       | Legia Warszawa                       |                                      | Piast Gliwice                        | Warszawianka                         |
| LVII      | 1997      | AZS AWF Gdańsk                       | AZS AWF Gdańsk                       | KKSz Konin                           |                                      | Piast Gliwice                        | AZS-AWF Katowice                     |
| LVIII     | 1998      | AZS AWF Gdańsk                       | AZS AWF Gdańsk                       | AZS-AWF Katowice                     |                                      | Piast Gliwice                        | AZS-AWF Katowice                     |
| LIX       | 1999      | AZS AWF Gdańsk                       | AZS AWF Gdańsk                       | Legia Warszawa                       | KKSz Konin                           | Piast Gliwice                        | Warszawianka                         |
| LX        | 2000      | AZS AWF Gdańsk                       | AZS AWF Gdańsk                       | AZS Poznań                           | AZS-AWF Warszawa                     | AZS AWF Wrocław                      | Legia Warszawa                       |
| LXI       | 2001      | AZS-AWF Warszawa                     | AZS AWF Gdańsk                       | Legia Warszawa                       | AZS-AWF Warszawa                     | Piast Gliwice                        | Legia Warszawa                       |
| LXII      | 2002      | Polonia Leszno                       | AZS AWF Gdańsk                       | KKSz Konin                           | AZS-AWF Warszawa                     | AZS AWF Wrocław                      | Warszawianka                         |
| LXIII     | 2003      | AZS Sietom AWFiS Gdańsk              | AZS Sietom AWFiS Gdańsk              | MOSiR Sosnowiec                      | AZS-AWF Warszawa                     | AZS AWF Kraków                       | Legia Warszawa                       |
| LXIV      | 2004      | AZS-AWF Warszawa                     | AZS Sietom AWFiS Gdańsk              | KKSz Konin                           | AZS-AWF Warszawa                     | AZS AWF Wrocław                      | AZS-AWF Katowice                     |
| LXV       | 2005      | AZS Sietom AWFiS Gdańsk              | AZS Sietom AWFiS Gdańsk              | AZS-AWF Katowice                     | AZS-AWF Warszawa                     | AZS AWF Kraków                       | Legia Warszawa                       |
| LXVI      | 2006      | AZS Sietom AWFiS Gdańsk              | AZS Sietom AWFiS Gdańsk              | AZS-AWF Katowice                     | OŚ AZS Poznań                        | AZS AWF Wrocław                      | Legia Warszawa                       |
| LXVII     | 2007      | AZS Sietom AWFiS Gdańsk              | AZS Sietom AWFiS Gdańsk              | KKSz Konin                           | AZS-AWF Warszawa                     | Piast Gliwice                        | AZS-AWF Warszawa                     |
| LXVIII    | 2008      | AZS-AWF Warszawa                     | AZS Sietom AWFiS Gdańsk              | AZS-AWF Katowice                     | OŚ AZS Poznań                        | AZS AWF Wrocław                      | AZS-AWF Warszawa                     |
| LXIX      | 2009      | Wrocławianie                         | AZS Sietom AWFiS Gdańsk              | AZS-AWF Katowice                     | AZS-AWF Warszawa                     | AZS AWF Kraków                       | AZS-AWF Warszawa                     |
| LXX       | 2010      | Wrocławianie                         | AZS Sietom AWFiS Gdańsk              | AZS-AWF Katowice                     | OŚ AZS Poznań                        | AZS AWF Wrocław                      | AZS-AWF Warszawa                     |
| LXXI      | 2011      | Wrocławianie                         | AZS Sietom AWFiS Gdańsk              | KKSz Konin                           | OŚ AZS Poznań                        | AZS AWF Kraków                       | AZS-AWF Warszawa                     |
| LXXII     | 2012      | Wrocławianie                         | AZS-AWF Warszawa                     | AZS-AWF Katowice                     | OŚ AZS Poznań                        | AZS AWF Kraków                       | AZS-AWF Warszawa                     |
| LXXIII    | 2013      | Wrocławianie                         | AZS Sietom AWFiS Gdańsk              | KKSz Konin                           | AZS-AWF Warszawa                     | AZS AWF Wrocław                      | AZS-AWF Warszawa                     |
| LXXIV     | 2014      | Wrocławianie                         | AZS Sietom AWFiS Gdańsk              | AZS-AWF Katowice                     | AZS-AWF Warszawa                     | AZS AWF Kraków                       | AZS-AWF Warszawa                     |
| LXXV      | 2015      | Wrocławianie                         | AZS AWF Poznań                       | AZS-AWF Katowice                     | AZS-AWF Warszawa                     | AZS AWF Wrocław                      | AZS-AWF Warszawa                     |
| LXXVI     | 2016      | AZS-AWFiS Gdańsk                     | Budowlani Toruń                      | AZS-AWF Katowice                     | OŚ AZS Poznań                        | AZS-AWF Kraków                       | AZS-AWF Katowice                     |
| LXXVII    | 2017      | Wrocławianie                         | KU AZS-UAM Poznań                    | MUKS VICTOR Warszawa                 | AZS AWF Warszawa                     | Legia Warszawa                       | AZS AWF I Warszawa                   |